# Giovanni Battista Piazzetta
Giovanni Battista Piazzetta, ou Gian Battista Piazzetta, ou Giambattista Piazzetta, né à Venise le 13 février 1683 et mort dans la même ville le 29 avril 1754 est un peintre italien de l'école vénitienne.

## Biographie
Après un premier apprentissage à l'atelier de son père Giacomo Piazzetta (it), sculpteur et graveur sur bois, Giovanni Battista Piazzetta passe à l'atelier du peintre Antonio Molinari en 1697.
Crédité du courant naturaliste vénitien de la fin du XVIIe siècle, avec Antonio Molinari et Antonio Zanchi, il étudie aussi la peinture bolonaise de Giuseppe Maria Crespi, du clair-obscur au chaud luminisme, ce qui lui permet, revenant à Venise vers 1705, de rejoindre le nouveau goût chromatique, avec l'utilisation de couleurs foncées et de contrastes marqués entre l'ombre et la lumière.
Vers 1711, il s'inscrit à la guilde des peintres. En 1718, il est un peintre bien établi, grâce notamment au soutien du mécène Zaccaria Sagredo. Sa notoriété, qui maintenant avait dépassé les frontières vénitiennes, atteint son sommet en 1727 quand il est élu membre de l'Accademia Clementina de Bologne. Son style empreint de douceur et de clair-obscur influence nombre de peintes vénitiens, notamment le jeune Giambattista Tiepolo.
En reconnaissance de ses mérites et de ses qualités didactiques reconnues, il est nommé vers 1750 directeur de l'école du Nu (Scuola di Nudo) de l'Académie des beaux-arts de Venise, fondée par le Sénat la même année.
Il meurt le 29 avril 1754 dans sa maison au ponte dei Saloni a San Gregorio.
Domenico Maggiotto (1713-1794) fut son élève et collaborateur.

## Œuvres
- Suzanne et les vieillards, 1710-1720, huile sur toile, 100 × 135 cm, Florence, musée des Offices[1].
- Martyre de saint Jacques, 1717, huile sur toile, 165 × 138 cm, Venise, église San Stae.
- L'Enlèvement d'Hélène, vers 1718, huile sur toile, 235 × 179 cm, Aix-en-Provence, musée Granet.
- La Madeleine pénitente, vers 1720, huile sur toile, 74,4 × 52,2 cm, Montréal, Musée des beaux-arts[2].
- Paysanne qui s'épuce, vers 1720, huile sur toile, 74,6 × 96,5 cm, musée des Beaux-Arts de Boston.
- Le Martyre de Saint Jacques, 1722, huile sur toile, 165 × 138 cm, Venise, église San Stae[3].
- Vierge à l'Enfant apparaissant à saint Philippe Néri, 1725-1727, Washington, National Gallery of Art[4].
- Gloire de saint Dominique, 1725-1727, Venise, basilique San Zanipolo.
- L'Ange gardien avec les saints Antoine de Padoue et Gaétan de Thiene, vers 1729, huile sur toile, 250 × 112 cm, Venise, église San Vidal.
- Le Chanteur, vers 1730, huile sur toile, 82,5 × 68,5 cm, Musée des beaux-arts de Montréal.
- Extase de saint François, 1732, musée de Vicence[Lequel ?].
- Assomption de la vierge, 1735, huile sur toile, 500 × 245 cm, Paris, musée du Louvre[5].
- Sainte Marguerite de Cortone, 1737, Washington, National Gallery of Art[6].
- Sacrifice d'Isaac, après 1735, incomplet, Londres, National Gallery[7].
- Saint Louis Bertrand, saint Vincent Ferrier, saint Hyacinthe, 1738, 345 × 172 cm, Venise, église Sainte Marie du Rosaire[3].
- Rébecca au puits, vers 1740, huile sur toile, 102 × 137 cm, Milan, pinacothèque de Brera.
- La Devineresse, 1740, huile sur toile, 500 × 245 cm, Venise, Gallerie dell'Accademia[3].
- Pastorale, 1739-1741, Chicago, Art Institute of Chicago.
- Idylle en bord de mer, 1739-1741, huile sur toile, 196,5 × 146 cm, Cologne, Wallraf-Richartz Museum.
- Judith et Holopherne, 1745, huile sur toile, 197 × 186 cm, Venise, Scuola Grande dei Carmini[3].
- La Mort de Darius, 1746, huile sur toile, 240 × 480 cm, Venise, Ca' Rezzonico[3].
- Jésus et la Samaritaine, Lugano, Collection Bentinck-Thyssen[8].
- Samson et Dalila, Lugano, Collection Bentinck-Thyssen[8].
- La Vierge à l'Enfant, huile sur toile, 73 × 59 cm, Athènes, Pinacothèque nationale[9].

Œuvres de Giovanni Battista Piazzetta
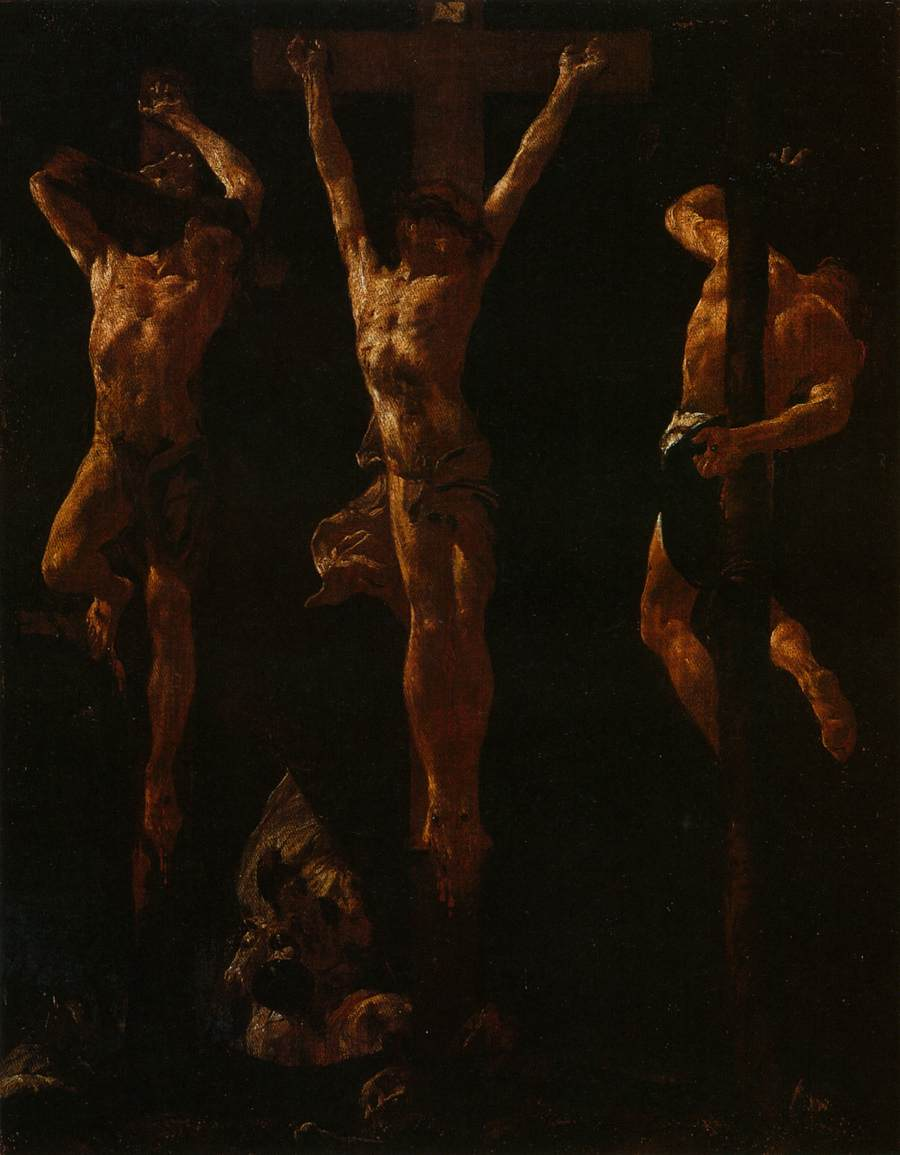
Le Christ crucifié entre les deux voleurs, vers 1710, Gallerie dell'Accademia de Venise.
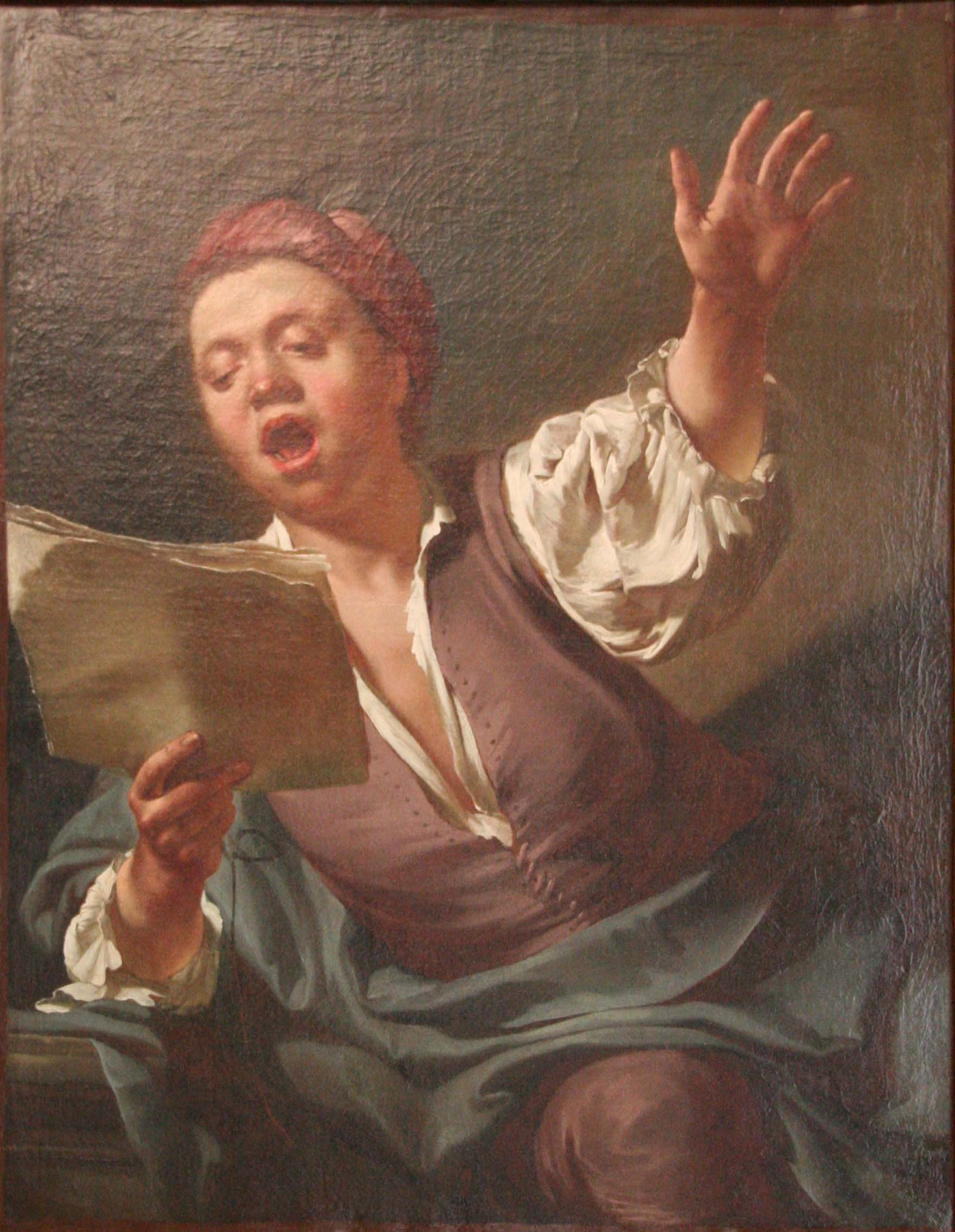
Le Chanteur, 1710-1720, Montpellier, musée Fabre.
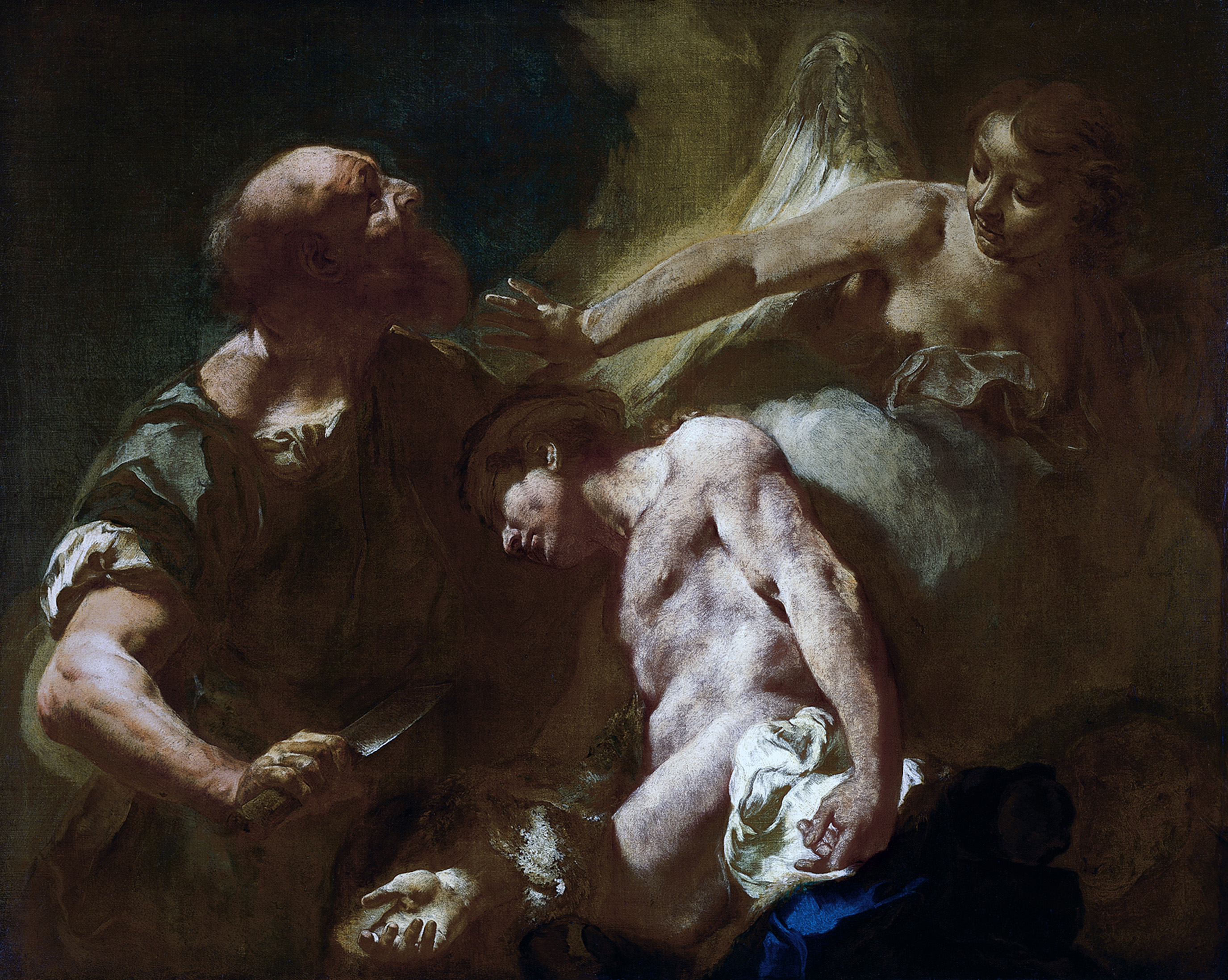
Le Sacrifice d'Isaac, vers 1715, Madrid, musée Thyssen-Bornemisza.
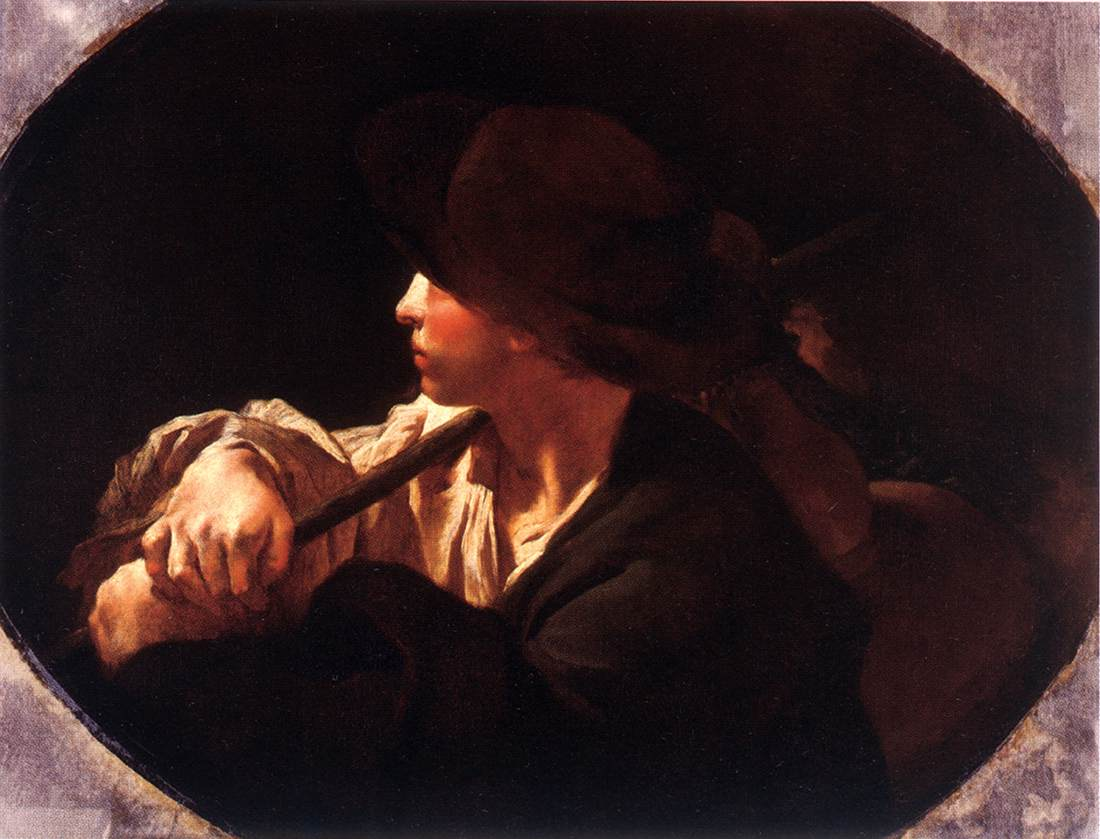
Le Berger, 1720-1722, Salzbourg, Residenzgalerie.
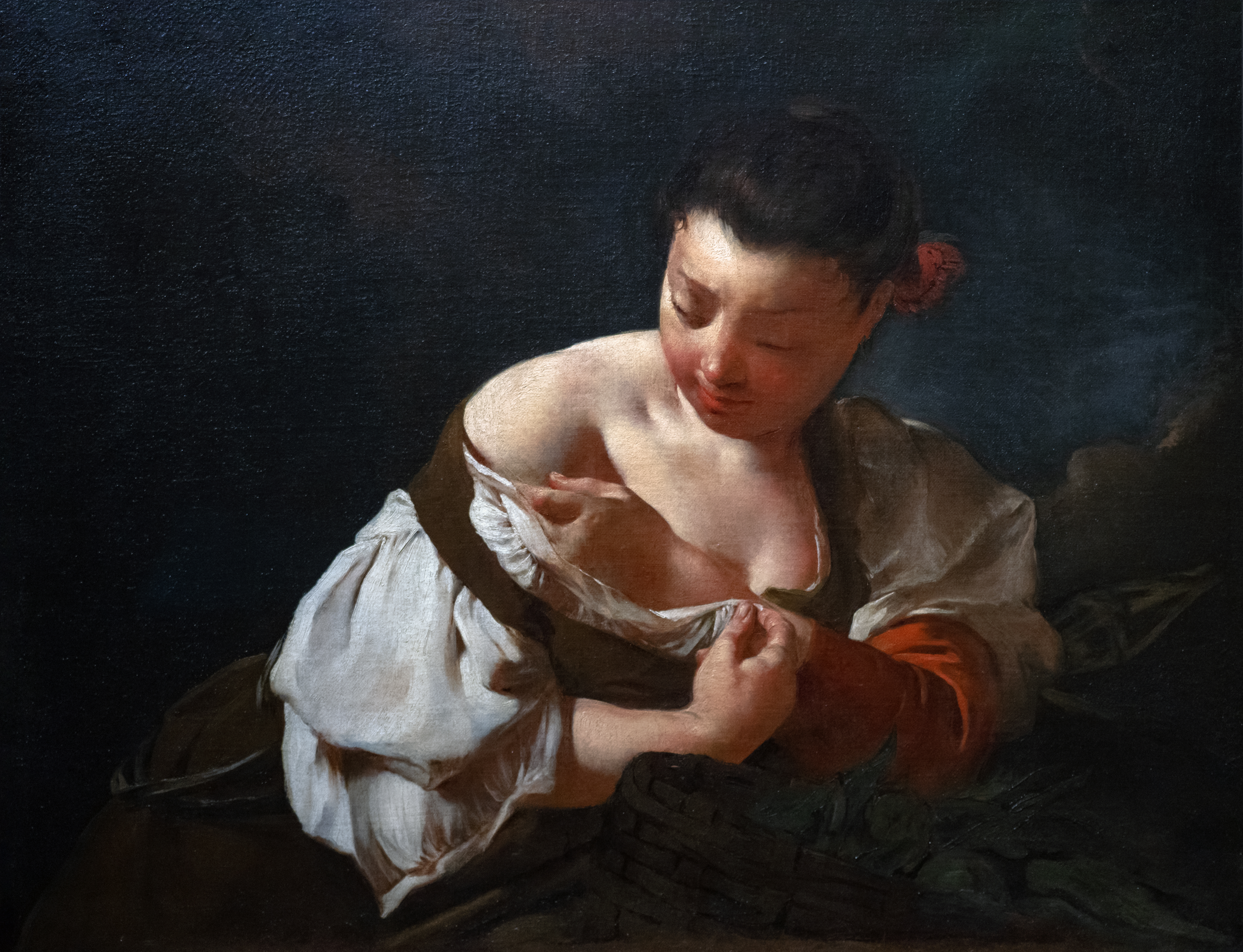
Paysanne qui s'épuce, 1720-1725, Boston, musée des Beaux-Arts.
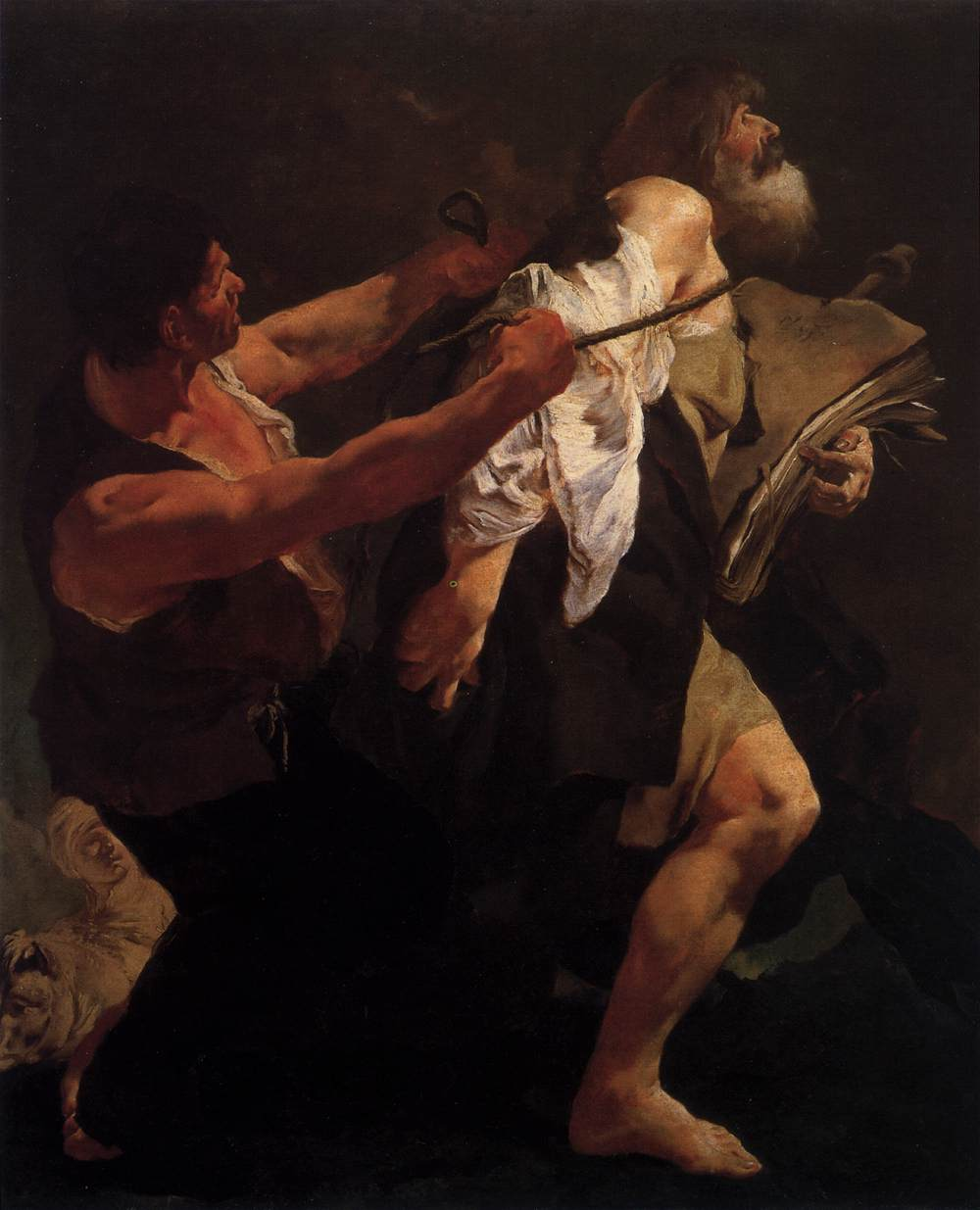
Le Martyre de saint Jacques, 1722, Venise, église San Stae.
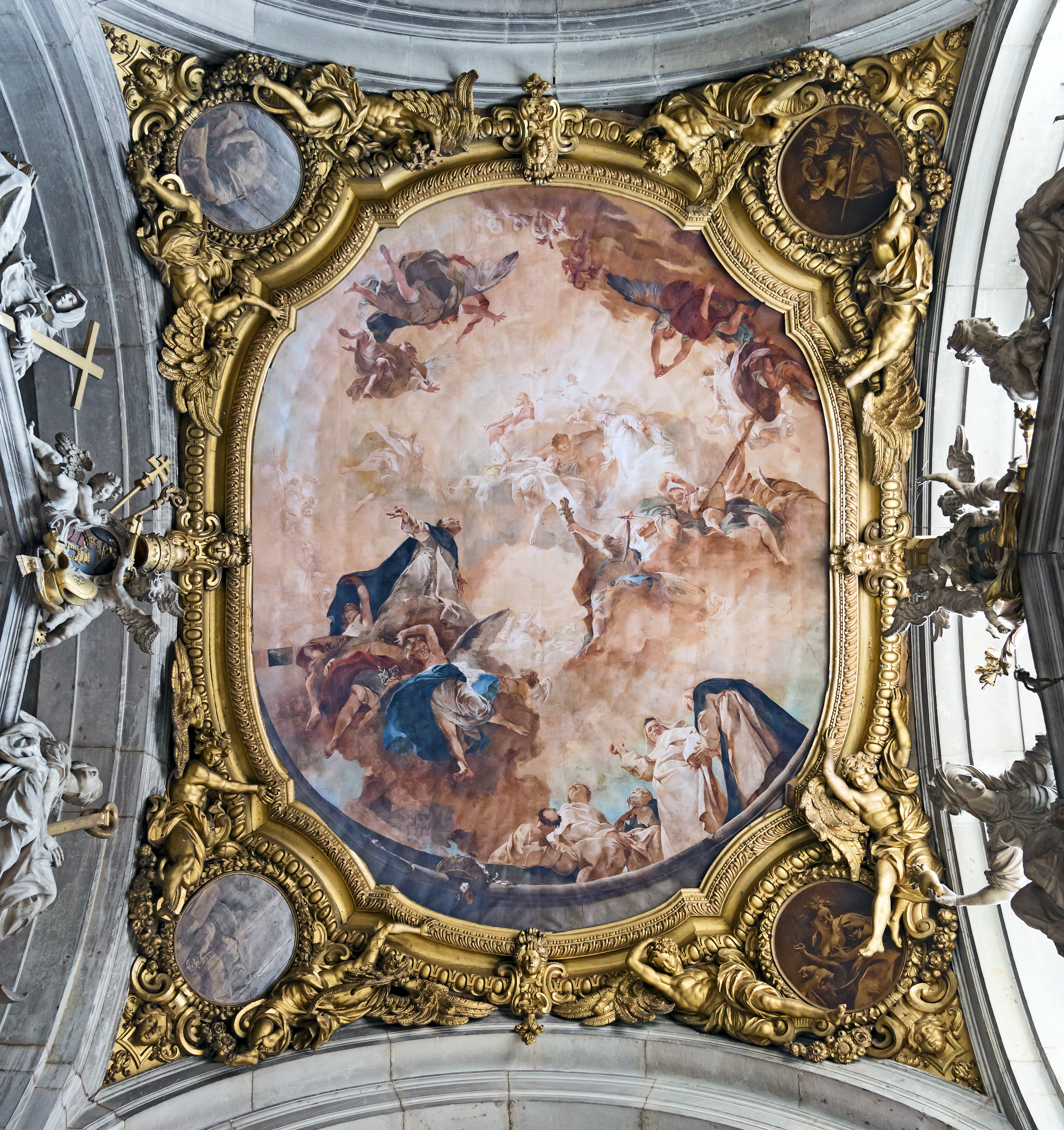
Gloire de saint Dominique, 1727, Venise, basilique de San Zanipolo.
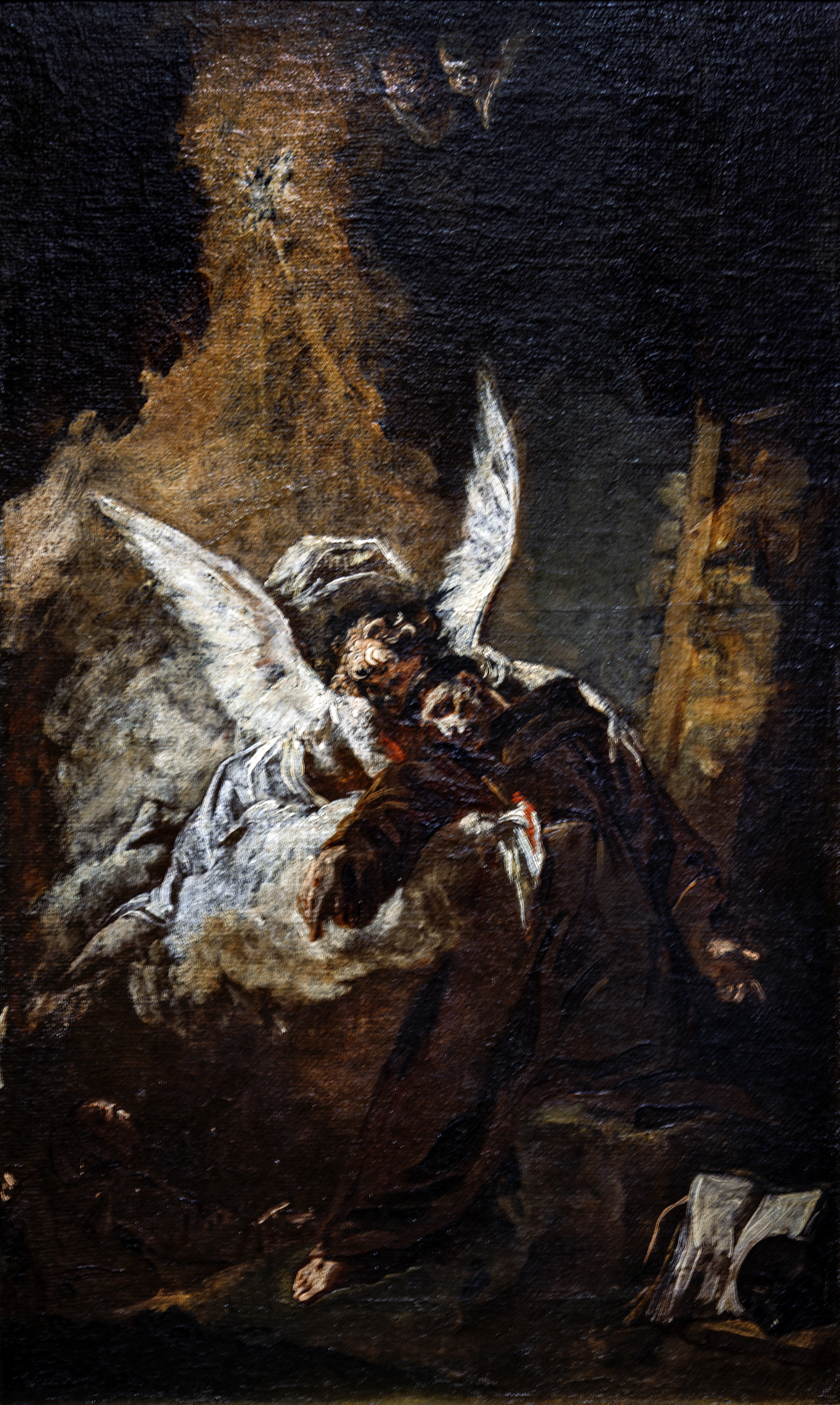
L'Extase de saint François, 1729, Venise, Ca'Rezzonico
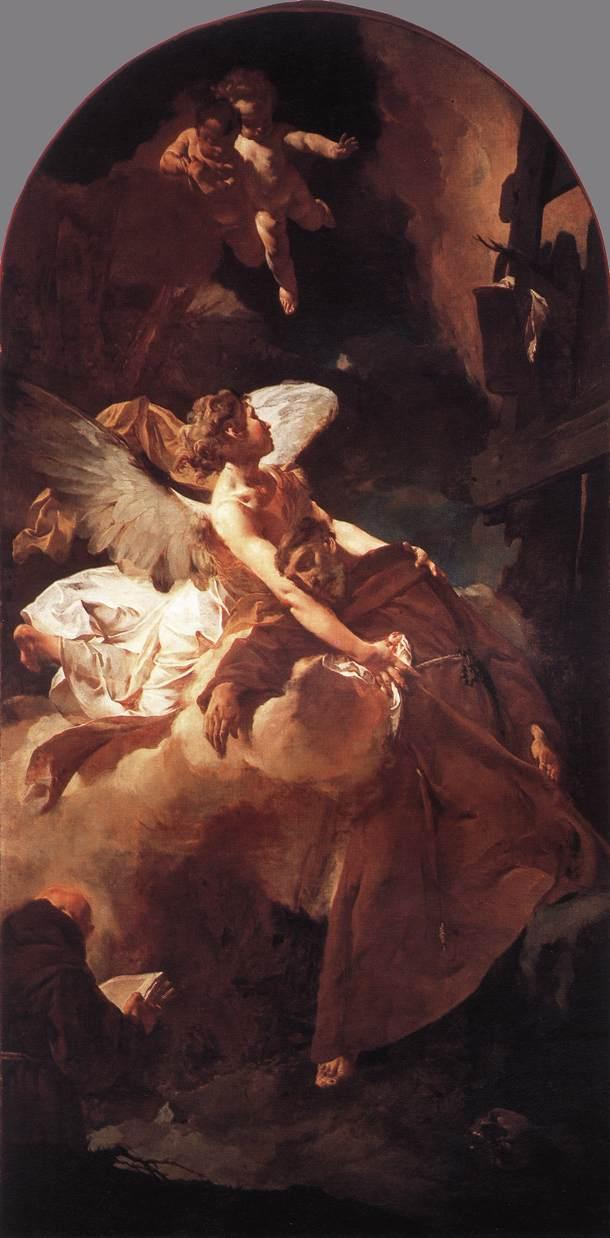
L'Extase de saint François, 1729, Vicence, Palais Chiericati - Musée civique.
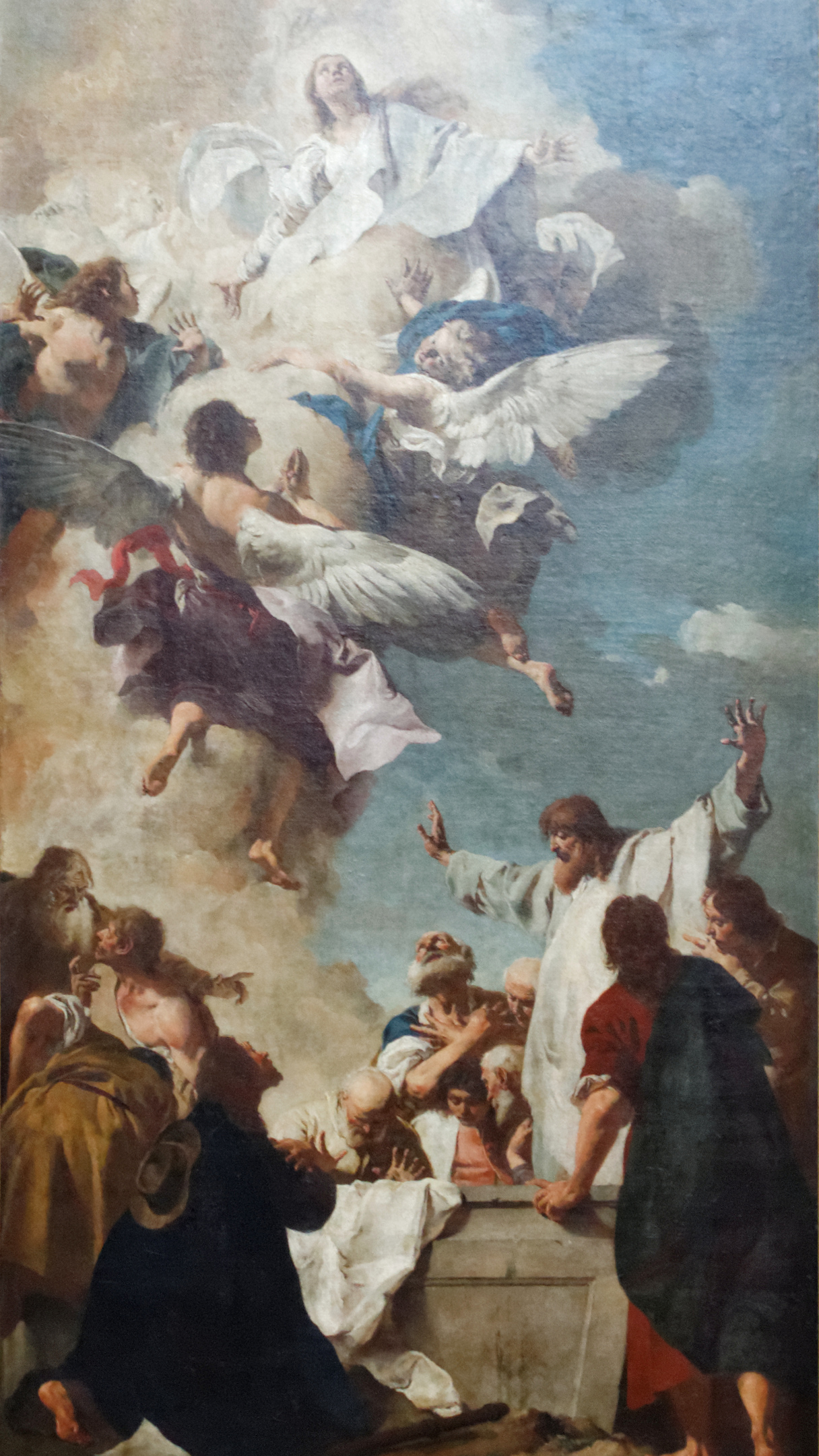
Assomption de Marie, 1735, Paris,musée du Louvre.
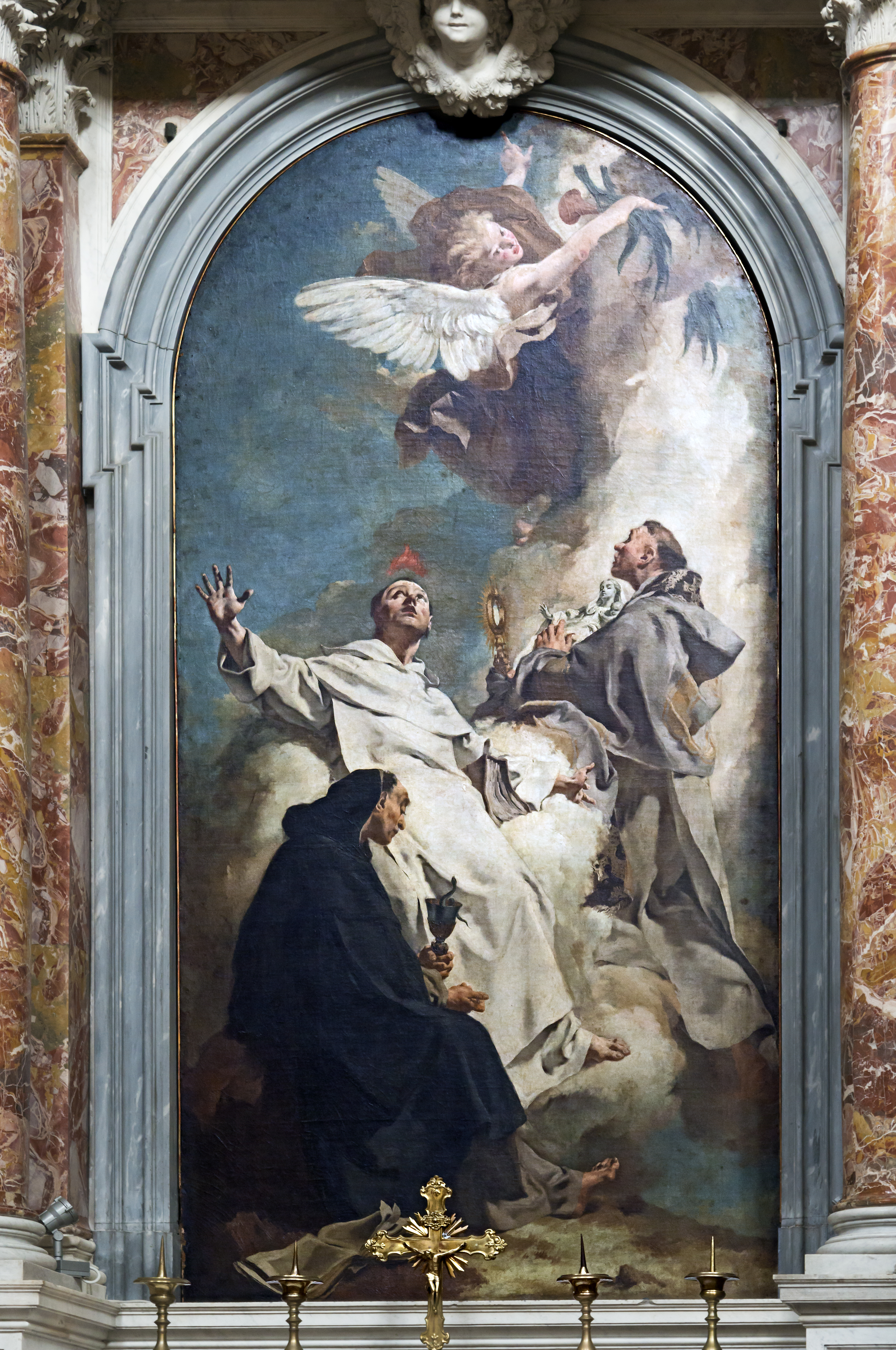
Trois saints dominicains, 1738, Venise, église Sainte-Marie-du-Rosaire.
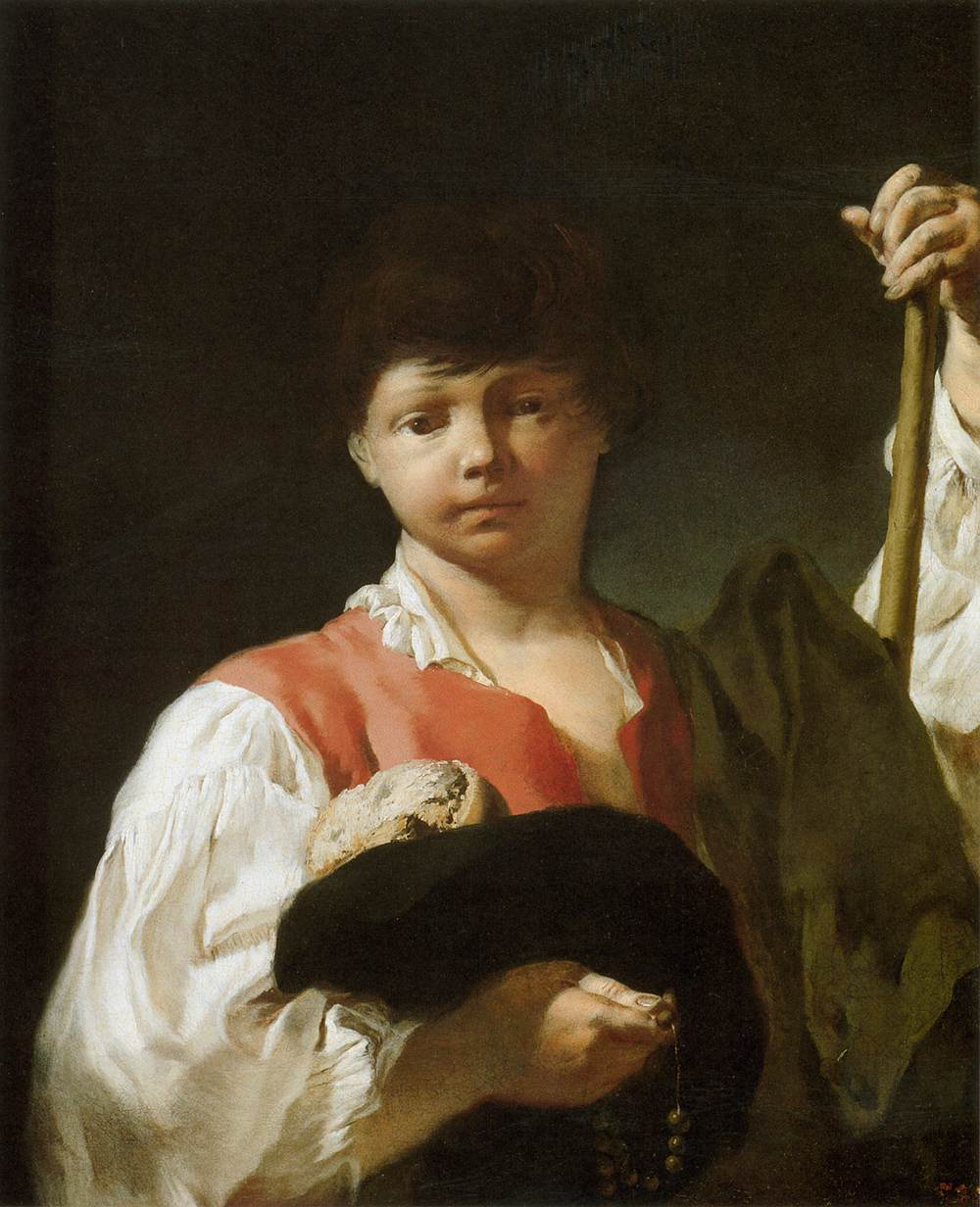
Le Garçon mendiant, 1738-1739, Art Institute of Chicago.
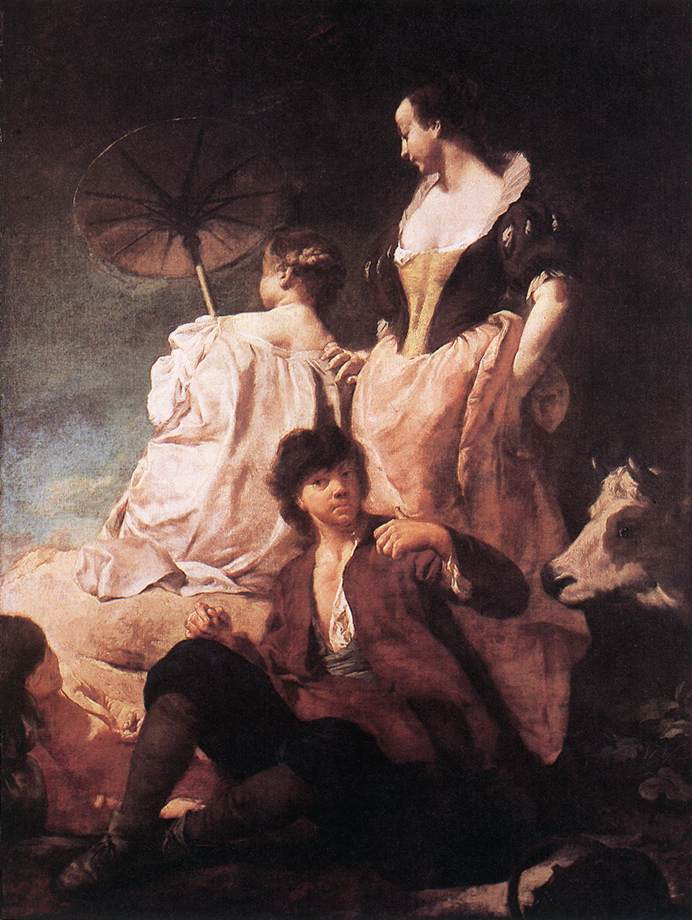
Idylle en bord de mer, 1739-1741, Cologne, musée Wallraf Richartz.
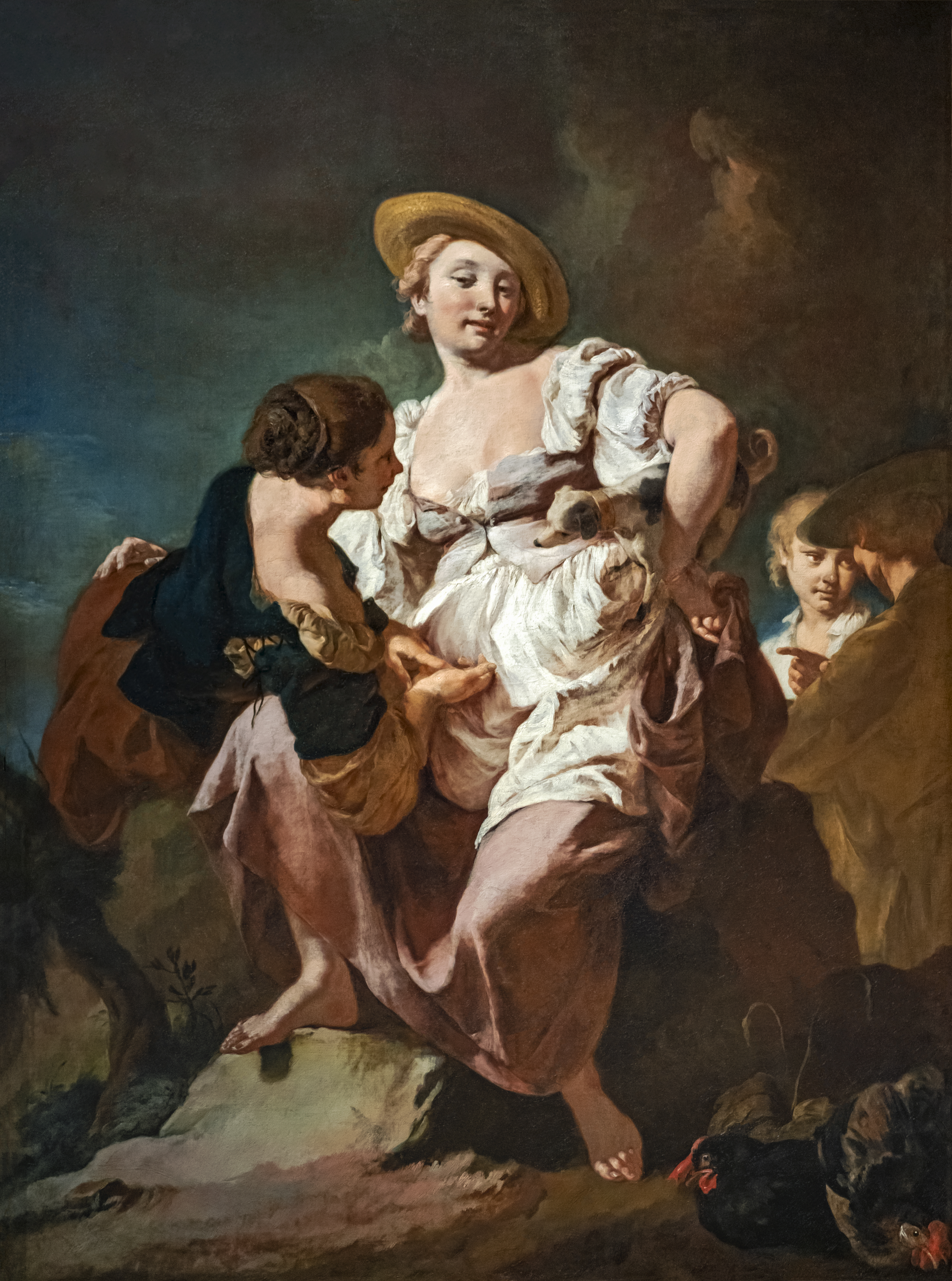
La Devineresse, 1740, Gallerie dell'Accademia de Venise.
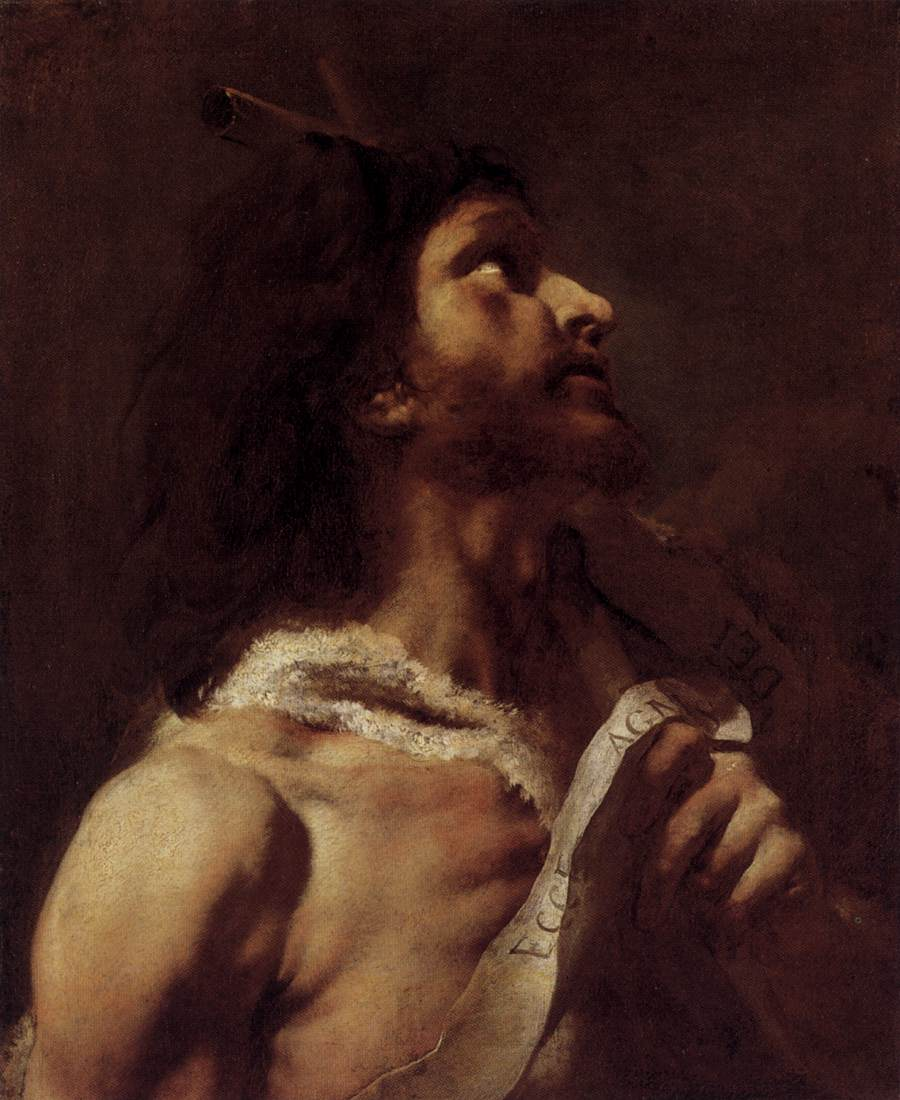
Saint Jean Baptiste, années 1740, Berlin,Gemäldegalerie.
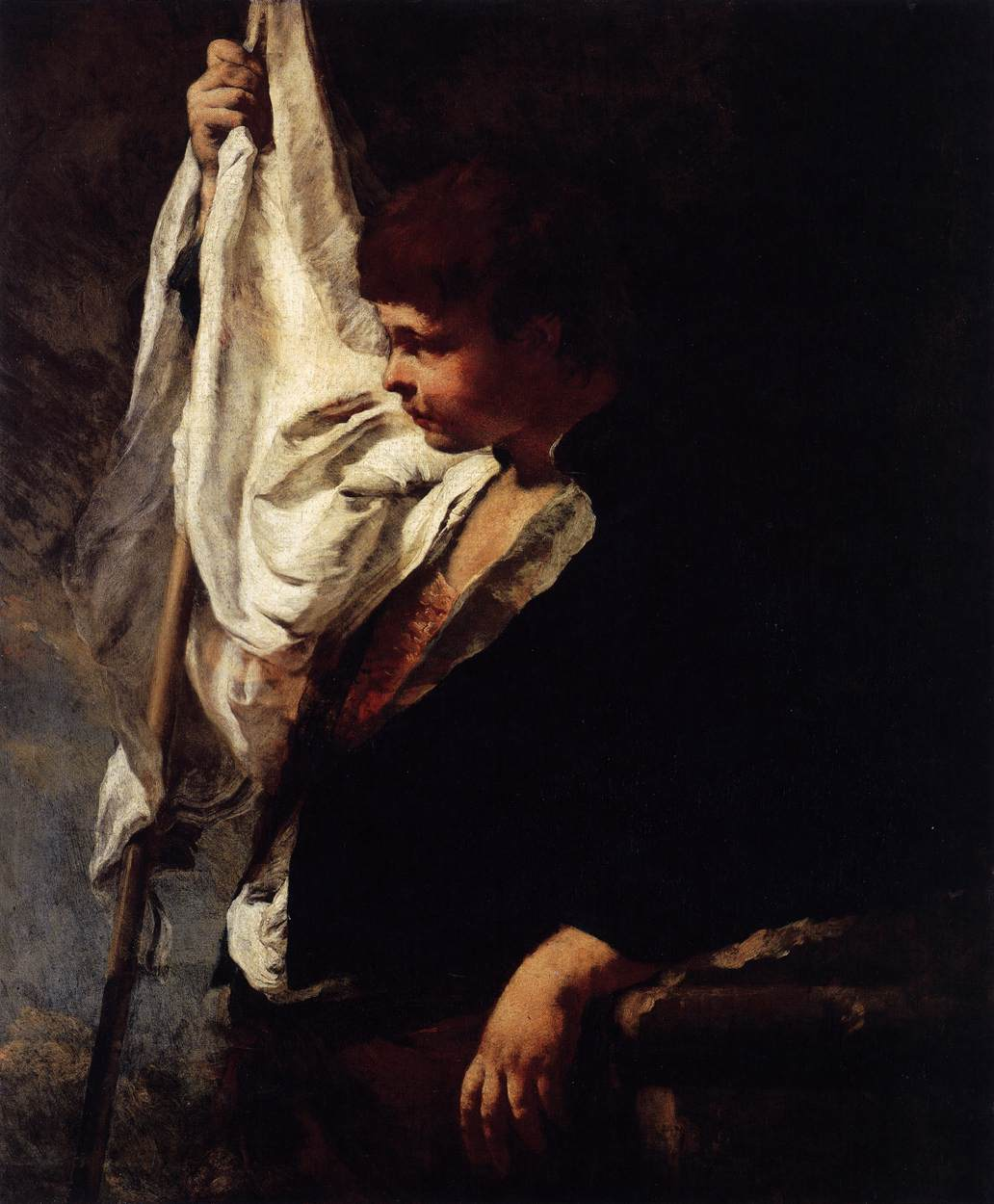
Le Jeune enseigne, 1742, Dresde, Gemäldegalerie Alte Meister.
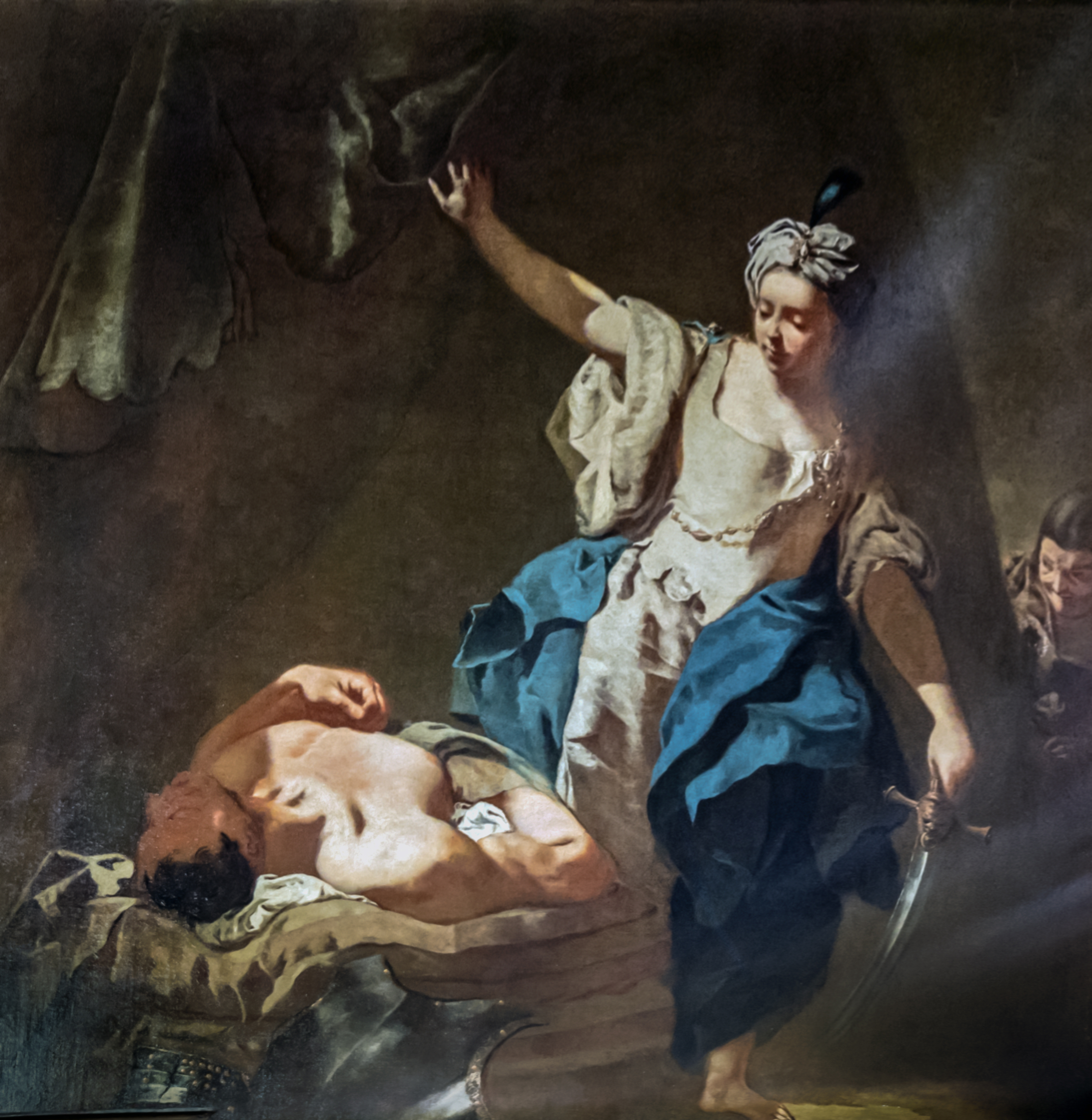
Judith et Holopherne, 1745, Venise, Scuola Grande dei Carmini.
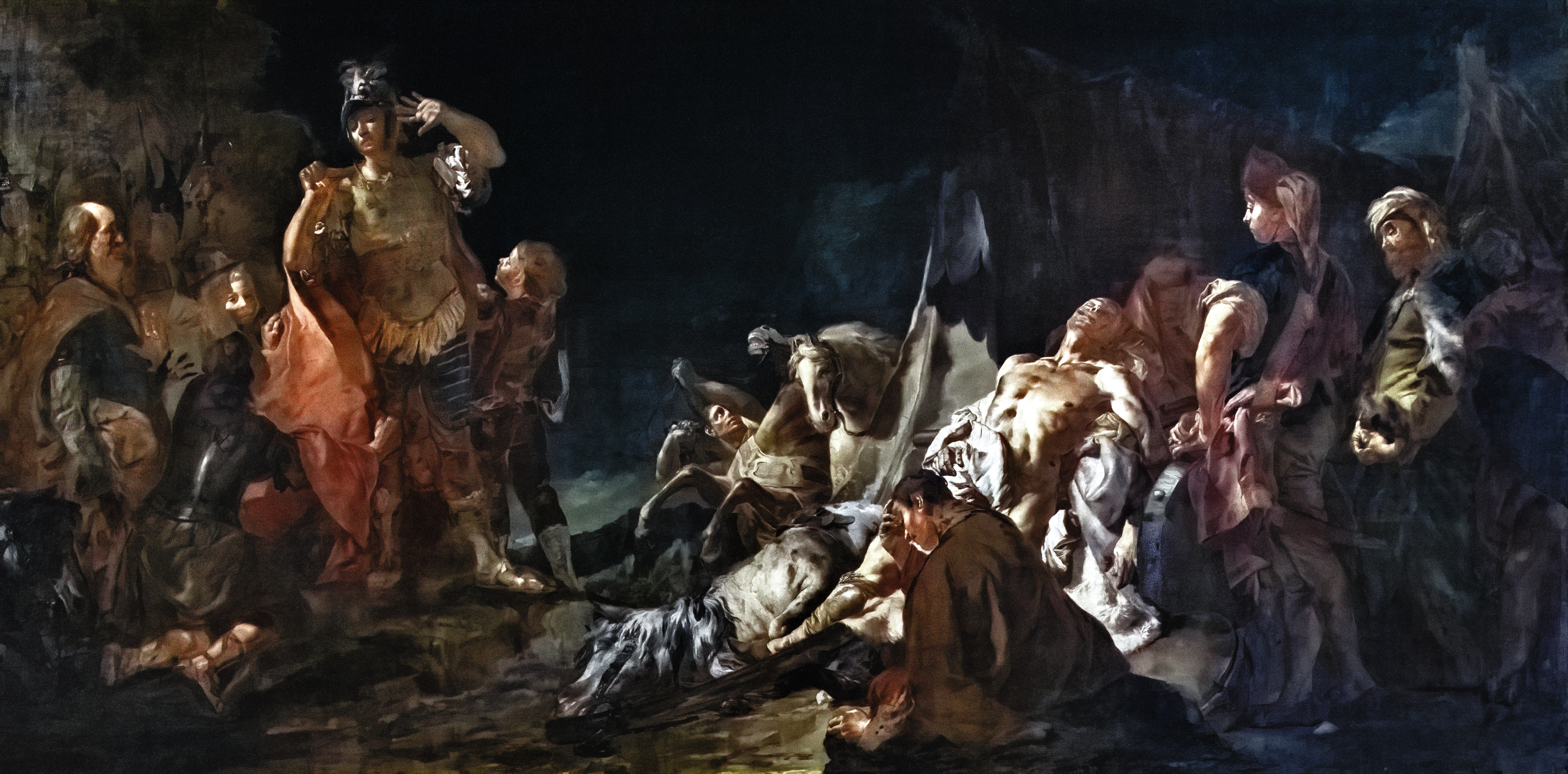
La Mort de Darius, 1745, Venise, Ca' Rezzonico[10].